# 一個中國 (中華民國)
一個中國（英語：One China），又稱一個中國原則、一個中國政策、一中原則、一中政策，是中華民國對一個中國所賦予之涵義。在1991年《中華民國憲法增修條文》修訂後由當時的國家統一委員會定義，成為台灣政界之國際外交政策、政治意識形態用語。該主張認為「一個中國應指一九一二年成立迄今之中華民國，其主權及於整個中國，但目前之治權，則僅及於臺澎金馬。臺灣固為中國之一部分，但大陸亦為中國之一部分」。
1971年，根據聯合國大會2758號決議，中華人民共和國取代中華民國在聯合國的「中國」代表權。1988年李登輝擔任總統後，中華民國外交進入務實外交階段，1991年終止《動員戡亂時期臨時條款》，已不再堅持中華民國是代表中國唯一合法政府，不再競爭中國代表權。之後李登輝政府将《國家統一綱領》表述為「一個中國，兩個政治實體」。1994年，中華民國政府依照《國家統一綱領》公布《臺海兩岸關係說明書》，說明其一個中國政策，認為「中國只有一個」、「臺灣與大陸都是中國的一部份」，但「一個中國」是指歷史上、地理上、文化上、血緣上的中國，而「中共不等於中國」，在中國尚未達成最後統一以前，兩岸既處於分治局面，理應各自有平行參與國際社會的權利，所以引用「國統綱領」提出「一個中國，兩個對等實體」的架構來定位兩岸關係。1999年時任總統李登輝接受媒體專訪時提出「特殊的國與國關係」，被稱為「兩國論」。2006年時任總統陳水扁於國家安全會議裁示國家統一委員會「終止運作」，《國家統一綱領》也「終止適用」，此後中華民國執政的國民黨和民進黨政府對「一個中國」的立場不一，也經常成為雙方爭論焦點。

## 歷史

截止2005年的原中華民國公告疆域行政區劃及領土糾紛

1949年，中华人民共和国在北京宣佈成立，逐步控制中國大陸與海南島；中華民國政府則因國共戰爭失敗，遷往臺北市，蔣中正於1950年「復行視事」擔任中華民國總統。
1949年，苏联宣佈承認中華人民共和國政府，中華民國外交部遂發表聲明與蘇聯斷交。1950年英国在西方國家中率先承認中華人民共和國政府，中華民國政府同時發布聲明與英國斷交，只要承認中華人民共和國政權的國家，中華民國政府一律斷交，雙方開始長期外交戰。
在蔣中正時期，中華民國政府在政治上認為中華人民共和國是由中國共產黨組成的叛亂團體。中華民國進入動員戡亂時期，隨時準備以軍事反攻大陸，重新擁有大陸治權，採行漢賊不兩立政策，反對任何邦交國與中華人民共和國建交，或發展任何政治、經濟與外交關係。1971年，聯合國通過2758號決議，決定驅逐中華民國代表，以中華人民共和國取得中國席位代表權，各國陸續與中華民國斷交，但部分國家設有權宜性代表機構保持一定關係。
1975年，蔣中正病逝，其子蔣經國繼位。1978年12月15日，美国與中華人民共和國簽定《中美建交公報》，尊重中華人民共和國政府的一個中國政策，與中華民國斷交。中華民國外交陷入困境。蔣經國採行三不政策（不接觸、不談判、不妥協），但在國際上採行較寬鬆的彈性外交，有限度接受中華人民共和國存在的事實。外國在台北設立「貿易辦事處」、中華民國政府在外國設立「臺北經濟文化辦事處」等組織，來代表各自在對方的利益。
李登輝執政時，曾提出國家統一綱領，三階段追求海峽兩岸重新統一，1996年台海危機導致兩岸關係轉壞後，於1999年提出兩國論，認為中華民國與中華人民共和國的關係為「特殊的國與國關係」。
陳水扁執政時，提出一邊一國，亦提出「一個中國」的新解釋，強調尊重中華人民共和國政權為中國正統、是唯一的中國，而台灣則是從中國正統之爭中脫離。
馬英九執政時，提出維持現狀，推動九二共識、一中各表，主張一個中華民國，兩個地區，採行其稱之的活路外交。
蔡英文執政時，提出維持現狀，不承認九二共識，尊重中華民國憲法與兩岸關係條例之兩岸關係定位，主張中華民國臺灣是全台灣人民的共識，採行其稱之的踏實外交。

### 兩蔣時期（1950年－1988年）
無論是1950－1971年聯合國中國代表權之爭的「漢賊不兩立」，或1978年以後所堅持的「三不政策」，主政的國民黨皆是以「一個中國」政策來維護其主張的中華民國法統。其表述正如1976年，時任行政院院長蔣經國說：「我們的原則是，今天只有一個中國，而代表中國的政府，就是中華民國政府。」兩蔣時期的「一個中國」乃是專指「中國的代表權問題」，並不涉及「臺灣的主權歸屬問題」。

### 李登輝時期（1988年－2000年）
主政初期基本承襲蔣經國的內外政策，是“沒有李登輝政策的李登輝時期”。
主政中期，因終止“動員戡亂時期”，開始推動以“對等地位”為原則的兩岸交流，“一個中國”的政策內容開始歷經各種變化。對中國大陸投資時，官方採行戒急用忍政策，阻止較具規模的企業西進投資。實質成效不彰，部分企業採用第三地轉投資。
之後在政府層面的描述曾有“一國兩府”（並未正式提出）、“一國兩區”（1990年）、“一個中國，兩個對等政治實體”（1991年）、“以一個中國為指向的階段性兩個中國政策”（1993年）、“一個分治的中國”（1997年）、“特殊的國與國關係”（1999年）等主張。其內涵可總結如下：
1. 單一排他性的論述：如1992年，國家統一委員會關於“一個中國涵義”定義，即“一個中國即是中華民國”的說法。
2. 去政治化的論述：如“以一個中國為指向的階段性兩個中國政策”，“一個中國”為歷史的、文化的、地理的、血緣上的“一個中國”，不是政治上的“一個中國”，“臺灣”與“大陸”都是如此意義下的中國的一部分。
3. 切割時間序列的論述：“一個中國”是過去式的，也是未來式的，但並非“現在式”。“過去式”的表述，認為“一個中國”是指1912年成立的中華民國。“現在式”的表述，認為自1949年起兩岸處於暫時的分裂分治狀態，“一個中國”是“一個分治的中國”，在“一個中國，各自表述”的前提下，為兩個互不否認的“對等政治實體”，1999年，將臺海兩岸關係定位為“特殊的國與國關係”（一般簡稱為特殊兩國論或兩國論）。“未來式”的表述，認為“一個中國”是指自由、民主、均富、統一的新中國。
4. 同時涵蓋雙方的論述（整個中國，Whole China）：“中華民國”與“中華人民共和國”都不等於“中國”，誰也不能代表全中國。“臺灣”並不等於“中華民國”，“中華人民共和國”也不等於“整個中國”。“一個中國”同時包括“中華民國”與“中華人民共和國”。

1999年，行政院大陸委員會表示：“對於中華人民共和國，中華民國政府不承認、不否認”(即不承認中華人民共和國的合法性，不否認中國共產黨對大陸的統治）

### 陳水扁时期（2000年－2008年）
中華民國在2000年經歷首次政黨輪替，首次執政的民主進步黨一贯強調臺灣主體性，認為台湾是一个主權独立的国家，中華民國是台灣，一个中国就是中華人民共和國，台澎金馬和中國是兩个不同的国家，即一邊一國論述。
- 陳水扁曾在2000年就職典禮提到“未來一中”。
- 承認中華人民共和國是個國家，並在公文上，中華人民共和國簡稱為中國，而中華民國簡稱為臺灣。
- 2000年6月20日，陳水扁在就任後第一次國際記者會表示：如果有「共識」，應該是「一個中國各自口頭表述」，但是對岸認為並沒有這樣的共識，所以如果說要有「共識」，那是沒有共識的「共識」，所謂「AGREE TO DISAGREE」。[11]2001年11月10日，陳總統在電視專訪表示：根本沒有兩岸九二共識...所謂「沒有共識的共識」，就是沒有共識。[12]
- 呂秀蓮曾經提到，臺海現狀就是兩個中國。[13]

### 馬英九時期（2008年－2016年）
為與大陸經貿往來及商討和平協議，主張回歸憲法一中架構，根據中華民國憲法，中華民國的領土包括中國大陸，是中國唯一的合法政府。宣稱一個中國就是自由、民主、均富和統一的中華民國。不使用中國台北一詞，但可以接受中華台北；在所有官方文件稱呼對岸為「大陸」而不是「中國」。在「不統、不獨、不武」的理念，在中華民國憲法架構下，維持臺灣海峽現狀。在一中各表的九二共識基礎上，恢復與大陸協商。国民党大陆事务负责人强调关于国民党支持两岸走向统一；“不统、不独、不武”中的“不统”，指的是“现在不直接进行统一”。
- 兩岸屬特別關係，源自於中華民國憲法的領土架構上。
- 一個中國就是中華民國（馬英九競選期間發表）
- 一個中華民國，兩個地區（2012年3月）

2013年，國民黨榮譽主席吳伯雄訪問大陸，與習近平會面，提出國民黨推動一個中國架構，被認為呼應對岸的一個中國框架。

### 蔡英文時期（2016年－2024年）
- 2016年5月27日，衛生福利部部長林奏延在世界衛生大會（WHA）的演說中全程自稱「中華台北」，並未如過去8年馬英九政府代表7次出席WHA演講時皆有提到「台灣」。[17]蔡英文表示「稱謂上沒有被矮化，更沒有受到政治框架限制。」然而過去在野時她與民進黨立委曾多次強調中華台北是矮化，因此受到質疑。行政院院長林全在行政院院會後受訪表示，「中華台北」是目前參與國際組織常用的名稱，「不滿意但勉強可以接受」[18]，表示會爭取中華民國的台灣在國際社會的能見度與認同。[19]
- 2016年10月蔡英文提出海峽兩岸關係論述：「承諾不變，善意不變，不會在壓力下屈服，不會走回對抗的老路」。[20]
- 2017年3月22日，大陸委員會主任委員張小月強調，「我們兩岸關係的界定就是兩岸關係」，她對時代力量版草案名稱「持保留態度」；外交部部長李大維被提問《兩岸協議監督條例》是否應該納入立法院外交及國防委員會與立法院經濟委員會聯席審查時直言「沒有這個必要，兩岸關係不是外交關係」[21]。
- 2019年1月2日下午，蔡英文表示，中华民国从未接受九二共识，也绝不会接受一国两制。并认为中国大陆施压国际企业[22]、军机军舰绕台，不会给台湾带来心灵契合[23]。

## 中華人民共和國的法律定位
在動員勘亂時期，中共被認為是非法叛亂團體，其所佔領的中國大陸區域，稱為淪陷區。中華人民共和國政府不擁有法律上的任何地位，而被視為叛亂團體的存在。
在國際法上，蔣中正總統時期的漢賊不兩立政策，認為中華民國完全擁有中國主權，排除中華人民共和國。在蔣經國時期推動的務實外交，只強調中華民國本身權益，默許接受中華人民共和國在國際法上存在的現實。

## 政治人物談話
- 1997年4月2日，李登輝會見美國聯邦眾議院議長紐特·金里奇時表示，根據1972年的上海公報，美國認識到台灣海峽兩邊的所有中國人都認為只有一個中國，台灣是中國的一部分。李登輝還表示「兩岸統一以後的民主、自由、均富的國家，才是一個中國，國家統一是中華民國政府與人民堅持不變的奮鬥目標，我們不可能放棄『中華民國』來尋求國家的統一。」[24]
- 2006年3月20日，马英九和纽约智库「外交关系協会」举行提问式的座谈会。由美国国际关系学者孔杰荣主持，出席人士包括美国学者、财经界人士及媒体。马英九说：“一个中国就是中華民國”（The one China is the Republic of China）。[25]
- 2007年9月15日，馬英九在重返聯合國遊行中宣告：“臺灣就是中華民國”。
- 2011年2月18日，馬英九總統要求政府文書一律要以「中國大陸」或「大陸」稱呼對岸，以符合中華民國憲法的一個中國內涵。
- 2013年10月10日，马英九在双十国庆上讲话，“各位乡亲，两岸人民同属中华民族，两岸关系不是国际关系。”[26]
- 2013年10月12日，民进党籍前行政院院长谢长廷表示，两岸关系确非国际关系，两岸是特殊关系；在处理两岸问题时，台湾应站稳，要让而不退[27]。
- 2014年1月，時任民进党主席苏贞昌率团访问欧洲，他22日在欧洲议会议员举办的欢迎酒会上致词说，台湾事实上是独立的，在未获得台湾人民透过民主程序同意前，不能被改变。
- 2014年1月24日，苏贞昌在英国伦敦大学演讲时指出，中國大陆对与台湾有关的事都引用「一个中国」政策，以凸显它对台湾的主权，结果造成台湾无法正常参与主要的国际机构，台湾人民因此遭受的痛苦非外人所能想像。

## 國際外交
- 中華民國的邦交國：

承認中華民國代表中國的政府，認同或尊重中華民國政府立場一個中國是中華民國。